# O Cabra
O Cabra é um romance gráfico de Flávio Luiz, publicado de forma independente em 2010 através de sua própria editora, Papel A2 Texto & Arte. O livro é ambientado em um futuro pós-apocalíptico no qual a Terra se tornou um planeta quase deserto e a água potável é um recurso escasso. Os cenários e personagens da HQ fazem referência direta ao cangaço em uma ambientação de ficção científica. O personagem principal é o fora da lei Severino, mais conhecido como "O Cabra", que busca vingar a morte de sua amada. Em 2011, o livro ganhou o Troféu HQ Mix na categoria "melhor publicação independente de autor".